# Anschlussstern
Anschlusssterne, auch Anhalt- oder Referenzsterne genannt, sind Fixsterne mit genau bekannten Koordinaten (Rektaszension / Deklination), die bei visuellen oder fotografischen Messungen anderer Himmelskörper zu deren „Anschluss“ an ein absolutes Koordinatensystem dienen.
Die Methode der Anschlusssterne ist eine Transformation der Messung auf die Sternkoordinaten. Sie wird in der Astronomie und Geodäsie seit langem angewandt, hat aber durch die EDV und durch Astrometriesatelliten eine Wandlung und Verallgemeinerung erfahren.
Sie erfolgt entweder mit hochpräzisen Fundamentalsternen (4100 Sterne im FK6) oder – beispielsweise bei fotografischen Sternaufnahmen – mit Daten aus einem umfassenderen Sternkatalog mit bis zu einer Million Sternen.

## Anschluss visueller und fotografischer Messungen

### Einfachster Fall: Sternkarte
Wenn ein ortsveränderliches Gestirn beobachtet wird – etwa ein (Klein)-Planet oder ein Komet, ist es für eine Dokumentation und für weitergehende Berechnungen erforderlich, seine Position am Sternhimmel zu bestimmen.
Dies kann freiäugig mit einer Sternkarte erfolgen, wobei man die relativen Abstände zu benachbarten Sternen schätzt und in die Kartierung einträgt. Dieser „Anschluss“ einer Relativmessung in das System der Himmelskoordinaten ist allerdings in seiner Genauigkeit auf Grad oder Zehntelgrad beschränkt; mit einem Feldstecher lassen sich einige Bogenminuten erreichen.
Eine häufige Anwendung ist die Eintragung der Leuchtspuren von Sternschnuppen, Feuerkugeln oder Meteorströmen in eine Sternkarte, um den Radianten (Fluchtpunkt) zu ermitteln.

### Visuelle astrometrische Messungen
Ein präziseres Anschluss-Verfahren wird seit langem in der Astronomie zur Bestimmung von Sternörtern angewandt – vermutlich schon seit der Antike (Sternkatalog von Hipparch). Soll z. B. an einem Meridiankreis, Mauerquadrant oder Passageninstrument eine Reihe von Sternkoordinaten bestimmt werden, so misst man die Durchgangszeit der Sterne im Meridian und die zugehörige Zenitdistanz. Nun sind aber Messungen immer von (kleinen) systematischen Effekten betroffen. Sie lassen sich genauer berücksichtigen, wenn man in das Messprogramm auch Anschlusssterne mit schon bekannten Koordinaten einbindet.
Wenn ein Anschlussstern zeigt, dass die berechneten Deklinationen δ der Sterne um dδ = 0,5" zu groß sind, wird dieser Wert an die neu bestimmten Sterne angebracht. Er kann sich aus mehreren Ursachen zusammensetzen, die dann im Auswertemodell besser modelliert werden können: Fernrohrbiegung oder Temperatureffekte, kleine Zielfehler des Beobachters, differentielle Refraktion oder auch die Saalrefraktion (kleine Anomalien der Luftschichtung in der Sternwartekuppel).
Wenn zwei oder mehr Anschlusssterne zeigen, dass sich dδ im Laufe von zwei Stunden von 0,5" auf 0,9" ändert, so kann man (nach Überprüfung auf andere Fehlerquellen) den Korrektionswert auf 0,7" festsetzen oder auch linear interpolieren.
Bei Bestimmungen der Rektaszension ist die Genauigkeit der Durchgangszeit entscheidend. Hier spielt unter anderem die Reaktionszeit des Beobachters hinein, die ebenfalls mittels Anschlusssternen ermittelt wird. Sie ist erstaunlich konstant – weshalb sie auch „Persönliche Gleichung“ genannt wird – und liegt je nach Menschentyp zwischen etwa 0,1 und 0,3 Sekunden.
Bei Verwendung eines Registriermikrometers – eines beweglichen Fadens im Gesichtsfeld, der beim Nachführen am Stern elektrische Kontakte schließt – sinkt die Persönliche Gleichung auf unter 0,1 Sekunden.

### Fotografische und CCD-Messungen
Die Astrometrie verwendet in großer Anzahl fotografische Aufnahmen auf Filmen und Fotoplatten und seit etwa 1990 auch CCD-Sensoren und andere Halbleiterchips. Zur genauen Koordinatenbestimmung sind auch hier Anschlusssterne für jede einzelne Sternfeld-Aufnahme notwendig (mindestens drei pro Fotoplatte). Ähnliches gilt für die Satellitengeodäsie und für spezielle Aufnahmen in der Raumfahrt und der Photogrammetrie (bei terrestrischen Messbildern oder in der Fernerkundung mit Satelliten werden die Anschlusspunkte als Passpunkte bezeichnet).
Das fotografische Anschlussverfahren wird auch Plattenreduktion genannt. Es entspricht einer 2D-Koordinatentransformation zwischen den im Bild gemessenen „Bildkoordinaten“ (x, y) und den Sternörtern (α, δ), wobei letztere zuerst in „Tangentialkoordinaten“ (ξ, η) umgerechnet werden. Diese theoretischen Bildkoordinaten werden als „Zentralperspektive“ (gnomonische Projektion) mit Brennweite und räumlicher Ausrichtung der Kamera gerechnet.
Vergleicht man nun für die fotografierten Anschlusssterne die Messwerte x, y am Bild mit ihren theoretischen Werten (ξ, η), so ist eine Transformation zwischen beiden Koordinatensystemen möglich. Die Parameter dieser Transformation werden dann auf umgekehrtem Weg verwendet, um alle fotografierten Objekte von Bild- in Himmelskoordinaten umzurechnen. Symbolisch dargestellt:
Inverse Transformation (x, y) ⇒ (ξ, η) ⇒ (α, δ)

## Wahl der Transformation
Die Zahl der notwendigen Transformationsparameter beträgt vier bis zwölf und hängt von mehreren Faktoren ab:
- gewünschte Genauigkeit (beziehungsweise dem geplanten Aufwand),
- Anzahl der gut messbaren Anschlusssterne (meist 10–50, mindestens vier),
- Verzerrung der Optik, Helligkeit der Sterne,
- eventuelle Verformung des Foto-Trägers (entfällt bei CCD; eine Glasplatte ist besser als Film).

Die einfachste Transformation ist linear-konform:
```
ξ = A·
x
 − B·
y
 + C 
 
 und 
 
 η = B·
x
 + A·
y
 + D 
 
 (4 Parameter, mindestens 2 Sterne)
```

Bei möglichen Verzerrungen durch von 90° abweichende Winkel ist die affine Transformation („short turner“) besser:
```
ξ = a·
x
 + b·
y
 + c 
 
 und 
 
 η = d·
x
 + e·
y
 + g 
 
 (6 Parameter, mindestens 3 Sterne)
```

In beiden Fällen steckt die Brennweite f der Kamera in den Parametern A, B beziehungsweise a, b und das Bildzentrum in C, D beziehungsweise c, g. Bei mehr verfügbaren Sternen als unbedingt notwendig macht man eine Ausgleichung mit der Methode der kleinsten Quadrate: die linken Seiten der Gleichungen werden um eine „Verbesserung“ (Residuum) vx, vy erweitert und deren Quadratsumme minimiert (Methode der kleinsten Fehlerquadrate, erfunden von Carl Friedrich Gauß).
Im Allgemeinen – wenn für den Anschluss mehr als etwa acht Sterne verfügbar sind – wählt man die quadratische Transformation („long turner“):
```
ξ = A·
x
 + B·
y
 + C + D·
x
² + E·
xy
 + F·
y
² 
 
 (η analog, 12
 
Parameter)
```

oder einen projektiven Ansatz wie jenen der Photogrammetrie. Sind dann die 4–12 Parameter bestimmt, verwendet man die umgekehrte Transformation zur Berechnung der neuen Koordinaten (der unbekannten Objekte des Fotos).